# سيلور مون
سيلور مون (باليابانية: 美少女戦士セーラームーン) مانغا شوجو يابانية من تأليف ورسم ناوكو تاكيوتشي.

## القصة
(تسوكينو أوساغي) فتاة في الـ 14 من عمرها في المرحلة الإعدادية، طائشة وخرقاء وكثيرة البكاء.
في يوم من الأيام تلتقي بـ قطّة سوداء قادرة على الكلام تدعى (لونـا)، وتعطيها دبّوس يمكّن (أوساغي) من التحوّل إلى «سيلور مون»، لتقاتل أفراد (مملكة الظلام) المعتدين على الأرض وسكّانها.. بالطبع ستقوم بذلك بمساعدة جنديات بحّارات أخريات.. سيظهرن مع توالي الأحداث.
تعود قصة تاريخ سيلور مون  ألف سنة إلى الماضي. قبل ألف عام، كانت إمبراطورية تسمى «الألفية الفضية» موجودة على  سطح القمر، كانت عبارة عن جنة تحكمها الملكة سيرنتي، حيث يعيش شعبها في وئام. إلى أن  جاءت قوى شريرة من بعد أخر تسمى نيجافيرسي.
بقيادة الملكة بيريل، قررت هي ومحاربوها مهاجمة إمبراطورية القمر وحكمها. تمكنت الملكة سيرينيتي من إيقافهم، وإعادتهم إلى بعدهم بإغلاق مدخل بعدهم إلى بعد سطح القمر؛ لكن هذا لم يكن ممكناً إلا من خلال التضحية بنفسها، وإرسال فريقها الكامل من الأوصياء إلى المستقبل ليتم تجسيدهم على الأرض.
الآن (سايلر مون) في الحاضر. سيرينا هي الابنة المتجسدة للملكة سيرينيتي، و (سايلر سكوت)  هم التجسيد للحراس على إمبراطورية القمر. كما تجسد الأمير إنديميون في دور الأمير دارين، الذي كان من المقرر أن يتزوج الأميرة سيرينا.
بعد ألف عام اجتمعوا كلهم لأن قوى نيجافيرسي تمكنت من الفرار، وعادوا لغزو كوكب الأرض هذه المرة. سيتعين على (سايلر سكوت) جنبًا إلى جنب مع Tuxedo Mask ، مواجهة هذه القوى المظلمة، والعثور على الكريستال الفضي المقدس للقضاء على نيجافيرسي، حتى  لو كان هذا على حساب حياتهم.

## المسلسل
المسلسل عبارة عن 200 حلقة مقسم على 5 أجزاء كل جزء له حلقاته الخاصة:

### سايلر موون (sm)
الجزء الأول من المسلسل وهو من الحلقة 1 إلى الحلقة 47
يكتشف السايلرز ان لديهم قوات وعليهم الدفاع عن العالم وهزيمة الشر وكان العدو الأساسي هي كوين ميتاليا وكوين بيرل مع
الجنرالز الأربع، وكان هدف الاعداء الحصول على عصا كرستالية !

### سايلر موون – آر- (sm-r)
الجزء الثاني من المسلسل وهو من الحلقة 48 إلى الحلقة 89
يبدأ الجزء بتذكر الشخصيات مهماتهم بعد أن مسحت ذاكرتهم، أيضا اعداء جدد وهم الفضائيين الين وآن اللذان كانا يعملان
على جمع طاقة من الناس لوضعها في شجرة قوية ! وبعدها يتم خروج اعداء كثيرون منهم عائلة القمر الشريرة ووايز مان
وأيضا تأتي ريني من السماء التي كانت قد انتقلت من المستقبل إلى الماضي لكي تبحث على الصا الكرستالية لكي تساعد اهلها
في المستقبل من هجوم الاعداء !

### سايلر موون – سوبر - (sm -s)
الجزء الثالث من المسلسل وهو من الحلقة 90 إلى الحلقة 127
قصة هذا الجزء: البروفيسور توموي كان يعمل في مختبره على اختراع يجعله قادرا على التنقل بين الكواكب في لمح البصر ولكن
الاختراع نتج عنه انفجار أدى إلى مقتل مساعديه ومن كان معه، حتى ابنته هوتارو. مرت مدة إلى أن اتى مارد وعرض عليه
ان يعيد ابنته للحياة مقابل ان يعمل معه ويساعده في البحث عن «كرستالات لقلب صافي» و«كأس مقدس» ليفتح بوابة ليساعد
فاروه 90 للهروب منها ! في الوقت نفسه، نتعرف على بقية السايلرز ! الثلاثي (اورانس، نبتون وبلوتو كانوا يبحثون عن الكأس
المقدس ولكنهم سرعان ما يكتشفون انهم يملكون قلادات إذا اتحدت كونت الكأس، فاستخدموها لكي يحولوا سايلر موون إذا تحول
جديد ! هوتارو تحولت إلى مسترس 9 بعد أن سيطر المارد عليها، في هذا الشكل استطاعت ان تفتح البوابة لفاروه 90، ثم بعد أن
فعلت هذا تخولت إلى سايلر ساترن ودمرت فاروه 90 من جراء حركة مميتة ادت إلى قتل نفسها، ولكن سايلر موون استطاعت ان تعالجها وتعيدها على هيئة طفلة صغيرة وعادت إلى أبيها سالمة

### سايلر موون – سوبر اس - (sm – ss)
```
الجزء الرابع من المسلسل وهو من الحلقة 128 إلى الحلقة 166
```

قصة هذا الجزء تبدأمع هيليوس ! فرقة سيرك غريبة حاولت ان تستخدم قوات هيليوس للشر ولم يكن يستطيع أن يتصل بالسايلرز
إلا من خلال أحلام ريني. حاولت الفرقة ان تغزو الأحلام لكي تسيطر على هيليوس ولكن السايلرز ساعدوا هيليوس، ثم تحولوا في النهاية إلى سايلرز فضائيين ! أيضا العدوة نيهيلنيا وزيركونيا كانوا من اشد الاعداء

### سايلر موون – سايلر ستارز - (sm – sailor stars)
```
الجزء الخامس والأخير وهو من الحلقة 167 – 200
```

تبدأ القصة مع مقطع قصير عن الطفلة هوتارو وابيها البروفيسور ! ثم مقطع عن فرح السايلرز لأنهم أصبحوا 16 سنة وأيضا حان الوقت لأن تذهب ريني وترجع إلى المستقبل، في ذلك الوقت تم استيقاظ نيهيلنيا ومعاودة الهجوم على السايلرز وسيطرت على داريان ولكن في النهاية تم هزيمتها من قبل السايلرز ! بعد هزيمتها اطضر داريان ان يذهب إلى اميركا لكي يدرس في جامعة ولكن عندما كان في الطائرة
اتت ضربة جعلته يموت ! في نفس الوقت يتم التعرف على ثلاث مغنيين وأيضا هم ثلاث سايلرز ! وأيضا الاعداء ايرون ماوس، المنيوم
سايرن وصديقنها ليد كرو، وأيضا تين نيانكو وكانوا يعملون لأقوى عدو، جالاكسيا التي كانت تجمع الستار سيد من كل كائن حي لكي
تسيطر على العالم ولكن في النهاية ينتصر الخير على الشر وتفوز سايلر موون عليها وتحولها إلى اصلها الطيب

## أفلام
هي عبارة عن ثلاث أفلام مختلفة ولكل فيلم معلومات مرتبطة بالجزء الخاص به

### سايلر موون – آر- (sm-r)
قديما، كان لداريان صديقة تدعى فيور عندما كان صغيرا ولكنها اضطرت ان تذهب بعيدا عنه ولكن قبل أن تذهب اعطاها وردة لتتذكره.
حان الوقت لكي تعود وترد له الوردة التي اعطاها، ولكنها تكتشف ان داريان احب يوساجي، فغارت وقامت بالاعتداء على يوساجي
ولكن داريان تدخل وبالغلط اصيب بجرح فحملته فيور وقامت بنقله إلى صخرة كانت تسبح في الفضاء ثم لحقتها يوساجي ومعها السايلرز
وفي النهاية استخدمت يوساجي نفس حركة التي استخدمتها كوين سيرينتي في الماضي لكي تنقل الاخطار من هذا الزمن ! وادى ذلك إلى
وفاتها ولكن فيور اعطت داريان وردة حياة وعادت يوساجي مرة أخرى إلى الحياة

### سايلر موون – سوبر (sm-s)
تبدأ مع العالم الفلكي كاكيرو الذي اكتشف ذات يوم شيءا غريبا قادما من الفضاء وكان على هيئة كرستال، وأيضا اضطر لأن يساعد قطة يوساجي (لونا) من سيارة مسرعة. كانت الكرستال قطعة ثلجية من الملكة الثلجية التي سرعان ما هاجمت الأرض وجمدتها، ولكن السايلرز اتحدوا لمواجهتها وأيضا حولوا لونا إلى بشر بناء على رغبتها لمساعدتهم !

### سايلر موون – سوبر اس (sm-ss)
لاطفال بدأوا بالاختفاء فجأ’ة، وهذا حير السايلرز كثيرا. أيضا اتى صديق جديد لريني واسمه (بابيرو) وفي تلك الليلة وقعت ريني
تحت السيطرة وقامت بالاختفاء مع الأطفال إلى عالم غريب وكان الذي يقود الأطفال إلى ذلك العالم عازف مزمار
السايلرز تحولوا وقاموا بالهجوم على عازف المزمار الذي كان أخو بابيرو ! وبالقضاء عليه لم يكن امامهم إلا أن يقضوا على الملكة
فاديلين عندما اتوا إلى داخل هذا العالم وضعت عليهم فاديلين قفص ولكن سايلر موون وبابيرو خرجوا من القفص واخرجوا بقية
السايلرز، ثم استخدموا حركاتهم للقضاء على حفرة الأحلام السوداء وبالتالي القضاء على فاديلين
سايلر موون فيلم بحار القمر الأبدي _ بالإنجليزي (Pretty Guardian Eternal)
تدور أحداث هذا الفيلم في أبريل، عندما تتفتح أزهار الكرز وتكون طوكيو في مزاج احتفالي حيث تحتفل بأكبر كسوف كلي للشمس في القرن. عندما يغمق القمر الجديد في الشمس ويخفت ضوءه تدريجيًا، يلتقي أوساجي وتشيبي بيغاسوس، الذي يبحث عن  المختارة التي يمكنها كسر ختم الكريستال الذهبي. في هذه الأثناء، تظهر منظمة غامضة تسمى Dead Moon Circus في المدينة وتتمثل خطتها الشائنة في تفريق التجسيدات الكابوسية المعروفة باسم الليمور، والاستيلاء على `` الكريستال الفضي الأسطوري '' ، والسيطرة على القمر والأرض، والسيطرة في النهاية على الكون بأكمله.

## وصلات خارجية
- منتدي سايلور موون

- الفلم جديد لسايلر مون  (Pretty Guardian Sailor Moon Eternal) على نتفلكس هذا الصيف.